# 葉洪
葉洪（1496年—？），字子源，號洞菴，直隸德州衛官籍，浙江餘姚縣人，明朝政治人物。

## 生平
嘉靖元年（1522年）壬午科順天府鄉試第六名舉人。嘉靖八年（1529年）中式己丑科會試第十三名，登第三甲第一百五十五名進士。九年七月授戶科給事中。嘉靖十一年四月，升任工科右給事中，巡视京营。期間彈劾汪鋐而被貶寧國縣丞。二年後，又以大計奪職。言者屢訟其冤，不復起用。。

## 家族
曾祖葉亮，曾任百戶；祖父葉韶，曾任百戶；父葉瑁，母王氏。具庆下。兄葉樹。弟葉濟、葉梅。